# NGC 7174
NGC 7174 é uma galáxia espiral (Sab) localizada na direcção da constelação de Piscis Austrinus. Possui uma declinação de -31° 59' 33" e uma ascensão recta de 22 horas, 02 minutos e 05,9 segundos.
A galáxia NGC 7174 foi descoberta em 28 de Setembro de 1834 por John Herschel.